# 李絢 (宋朝)
李絢（1013年—1052年），字公素，一作見素，邛州依政（今四川邛峽東南）人，北宋官员。

## 生平
少放蕩，由其兄李綯督課，李絢出去遊玩，傍晚回家時竟可成誦，李綯訝異不已。仁宗景祐五年（1038年）進士。通判邠州。慶曆二年（1042年），召直集賢院。出知潤州。慶曆七年（1047年），擔任荆湖南路轉運使。後爲知制誥，判吏部流內銓。皇祐元年（1049年），直龍圖閣。皇祐三年（1051年），權知開封府。徙提舉在京諸司庫務。皇祐四年（1052年）卒。有子李稷。